# Всемирный консультативный комитет Друзей
Всемирный консультативный комитет Друзей (ВККД) (Friends World Committee for Consultation (FWCC)) – организация квакеров, целью которой является обеспечение обмена информацией между всеми квакерскими объединениями. Штаб-квартира ВККД расположена в Лондоне. Совет имеет статус консультативного негосударственного органа при Экономическом и Социальном Совете ООН.  ВККД сотрудничает с Офисами квакерских представительств при ООН в Женеве и Нью-Йорке, с Американским комитетом Друзей на службе обществу в Нью-Йорке, и Британским Годовым собранием.
ВККД был основан в 1937 на Второй Всемирной конференции Друзей (самоназвание квакеров) в Свортморе, Пенсильвания (США) «с целью функционирования в качестве совещательного органа, чтобы способствовать наилучшему взаимопониманию среди Друзей во всем мире, в частности, посредством проведения совместных конференций и взаимных визитов, сбора и распространения информации о квакерской литературе и проведения других мероприятий такого рода».

## Структура
ВККД помимо международного офиса в Лондоне имеет еще четыре секции:
- Африканская секция. Офис расположен в Найроби, Кения;
- Секция стран Азии и Западного побережья Тихого Океана. Офис расположен в Австралии;
- Европейская и Ближневосточная секция. Офис расположен в Великобритании;
- Секция обеих Америк. Офис расположен в Филадельфии, Пенсильвания (США).

ВККД регулярно организует всемирные собрания квакеров.

### Африканская секция
Африканская секция Друзей включает в себя представителей со всего континента. Большинство африканских Друзей – приверженцы собраний и церквей евангельской и программированной традиций. Тем не менее, некоторые собрания проводят непрограммированные богослужения. Например, Годовое собрание Южной Африки. Собрания в такой форме проводятся и в других регионах Африки, в частности в Гане и кое-где в Кении.
Африканская секция является наибольшей по численности. Её штаб-квартира находится в Найроби, Кения.

### Секция стран Азии и Западного побережья Тихого Океана
Секция стран Азии и Западного побережья Тихого Океана (AWPS) – географически самая большая Секция ВККД, простирающаяся от Японии на севере до Новой Зеландии и Австралии на юге, от Филиппин на востоке до Индии на западе. Данная секция стремительно расширяется и недавно её участником стала Филиппинская евангельская церковь Друзей (филиппинское программированное и евангельское собрание Друзей). В Индии секция взаимодействует с Друзьям из Марбл Рок и Годовым собранием в Махоба. В Корее и Гонконге собрания Друзей немногочисленны, но, тем не менее, они делают щедрые пожертвования для развития международной деятельности Друзей, что вносит весомый вклад в жизнь сообщества. Другие собрания на территории этой секции сравнительно более многочисленны и насчитывают по несколько тысяч участников. В географическом районе данной секции находятся крупные по численности собрания Друзей, придерживающихся евангельской программированной традиции, которые пока еще не присоединились к ВККД, хотя поддерживают дружеские отношения с собраниями-участниками ВККД на местном уровне.

### Европейская и Ближневосточная секция
Европейская и Ближневосточная секция (EMES) является самой малочисленной секцией ВККД, но исторически самой старой. Численность секции увеличивается в восточно-европейских странах, а в так называемых странах Запада наблюдается сокращение численности. Здесь расположено Британское Годовое собрание – материнское собрание Друзей, ранее называвшееся Лондонским Годовым собранием. «Вера и практика» Британского Годового собрания, или книга дисциплины, используется многими Друзьями во всем мире как справочник по практике и процедурам. Британское Годовое собрание – крупнейшее собранием в секции, состоящее приблизительно из 22000 членов и постоянных посетителей. После него следует Ирландское Годовое собрание, охватывающее более 1000 членов. Другие европейские годовые собрания немногочисленны, в некоторых случаях меньшие, чем месячные собрания в Азии, однако они сохраняют название и форму годовых собраний по историческим причинам.
Еще с османских времен у Друзей есть свои представители на Ближнем Востоке и в Палестине. Например, школа Друзей в Рамалле, является важным образовательным центром, и в этом проблемном районе Друзьями предпринимаются активные попытки продвижения в широкие массы идей миролюбия. Комитет «Квакерское мирное и социальное свидетельство» (QPSW) Британского Годового собрания  является одним из важнейших международных агентств Друзей. Представительство квакеров при ООН (QUNO) в Женеве частично курируется Британским Годовым собранием. Присутствие Друзей в ООН позволяет проводить эффективную скрытую дипломатию, целью которой является сокращение насилия и построение мира во всем мире. Дом Друзей в Женеве – это тихая гавань в оживленном многонациональном городе. В нем также проводится Женевское собрание.

### Секция обеих Америк
Секция обеих Америк является второй по численности секцией и объединяет Друзей – приверженцев всех традиций как в Северной, так и в Южной Америке, а также стран Карибского бассейна и Центральной Америки. Официально Секция обеих Америк является двуязычной, рабочие языки – испанский и английский, хотя в Канаде Годовое собрание пользуется английским и французским языками. Неподалеку от здания ООН в Нью-Йорке находится еще один офис ВККД квакерского представительства при ООН (QUNO). Он тесно сотрудничает с квакерской организацией «Американским комитетом Друзей на службе обществу». Комитет был основан Друзьями и управляется Попечительским советом,  все еще состоящим главным образом из Друзей, однако только директор Комитета должен быть Другом, подавляющее большинство персонала организации, включая руководящий состав, не являются Друзьями, в результате чего некоторые собрания Друзей дистанцируются от Комитета и его действий.
В 1947 году Друзьям была присуждена Нобелевская премия мира за проведение 300-летней работы по поддержанию мира. Премия была получена от их имени «Американским комитетом Друзей на службе обществу» и их лондонскими коллегами из «Совета Друзей на службе обществу», ныне известным как комитет «Квакерское мирное и социальное свидетельство» Британского Годового собрания.
В США, Канаде и Латинской Америке живет приблизительно 168 000 Друзей. В США Друзья чаще всего относится к обеспеченным слоям населения, в то время как многие латиноамериканские Друзья являются выходцами из относительно бедных и угнетенных общин коренных народов. Так же как и в Азии и Африке, в Латинской Америке сообщество Друзей активно развивается.
Присутствие Друзей в Америке имеет долгую историю, восходящую к середине XVII века. Друзья основали или помогали при основании ряда штатов США. Например, Пенсильвания названа в честь выдающегося Друга, жившего в XVII веке, англичанина Уильяма Пенна. Друзья внесли свой вклад в основание штатов Род-Айленд, Нью-Джерси и Делавэр. Конституционные документы Уильяма Пенна, разработанные для штата Пенсильвания, в дальнейшем оказали существенное влияние на разработку Конституции Соединенных Штатов Америки.
Друзья также имели существенное влияние на ранних этапах колонизации островов Карибского бассейна. Например, в XVII веке и в начале XVIII века 25% населения Барбадоса являлись Друзьями. Нелегкая судьба латиноамериканских Друзей стала объединяющим фактором. Многие из них живут в трудных условиях и считают своей ежедневной обязанностью следовать свидетельству о мире (одному из основополагающих квакерских принципов).
Трудно говорить об американских Друзьях в целом, потому что среди американских Друзей есть приверженцы разнообразных традиций. Тем не менее, они уважают друг друга и работают вместе.

## Трёхлетние собрания ВККД, конференции и международные встречи представителей
До недавнего времени каждые три года ВККД организовывал международные трёхлетние собрания (Triennial). В апреле 2012 году такая конференция была проведена неподалёку от Накуру в Кении. В ней участвовало около 175 представителей, выбранных среди участников почти 70 ежегодных аффилированных собраний и групп. Как обычно, целью было обеспечить связи среди Друзей. Предыдущее, XXII международное собрание с темой «Поиск пророческого голоса нашего времени» было проведено в августе 2007 года в Дублине, Ирландия.
Теперь пленарные заседания планируется проводить каждые четыре года. Они будут называться Международными собраниями представителей. Последняя такая встреча прошла в январе 2016 года в перуанском Куско.